# Slip
För andra betydelser, se Slip (olika betydelser).

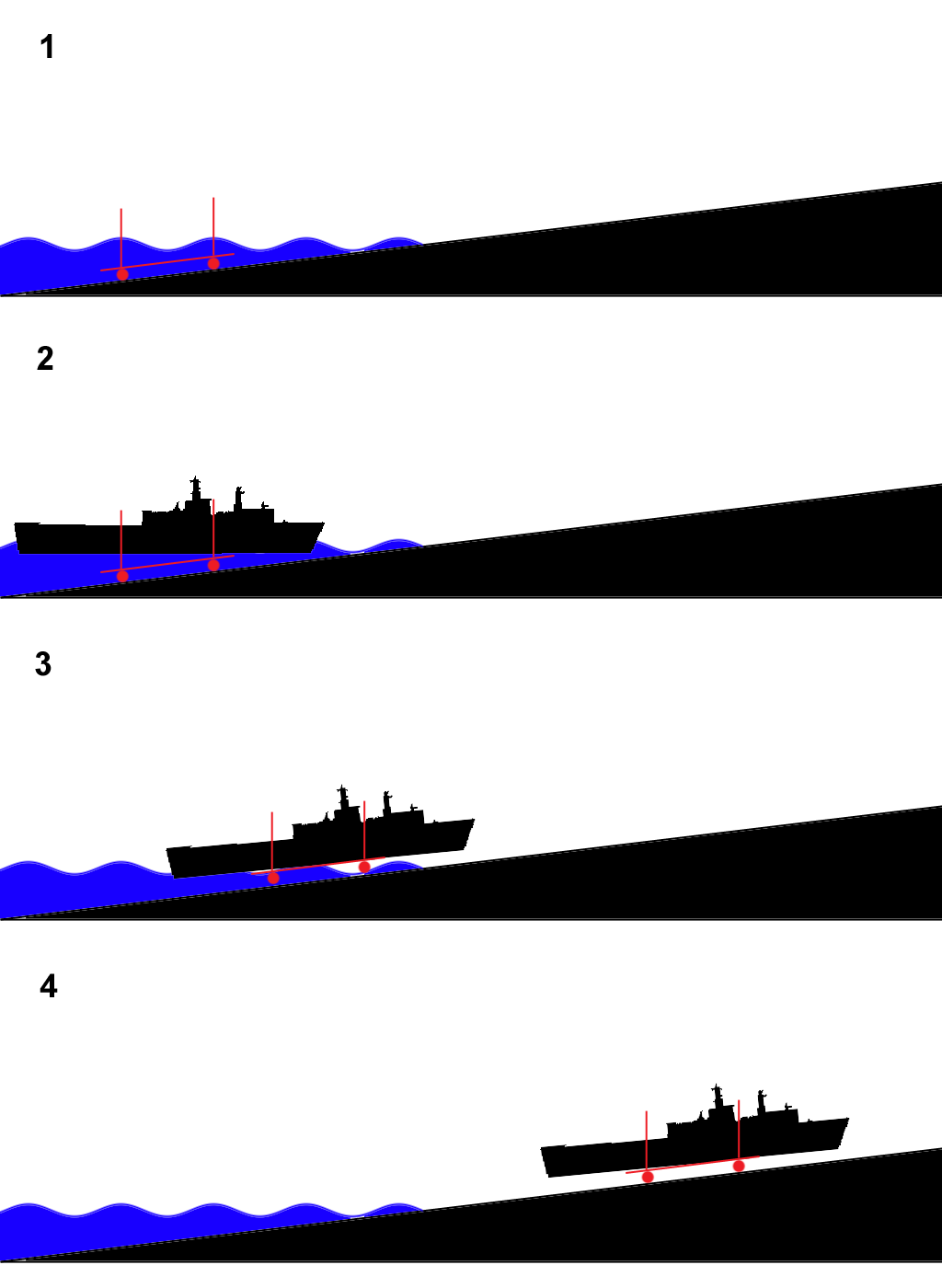
Bild för de olika stegen vid upptagning med slip

Slip (från engelska slip, glida) är en anläggning på ett båtvarv eller ett skeppsvarv där båtar eller mindre fartyg torrsätts för reparation. Slipvagnen är en järnkonstruktion som går på två eller flera rälar som är fästa i ett lutande plan av trä eller av betong.  En modern slip består av en eller två slipvagnar med ställbara sidostöttor för att anpassas till farkostens bredd, stöttor justeras mekaniskt eller manuellt. Slipvagnen halas (dras) upp ur vattnet med hjälp av en vinsch med vajer och block för att öka dragkraften av vinschen.

## Bildgalleri

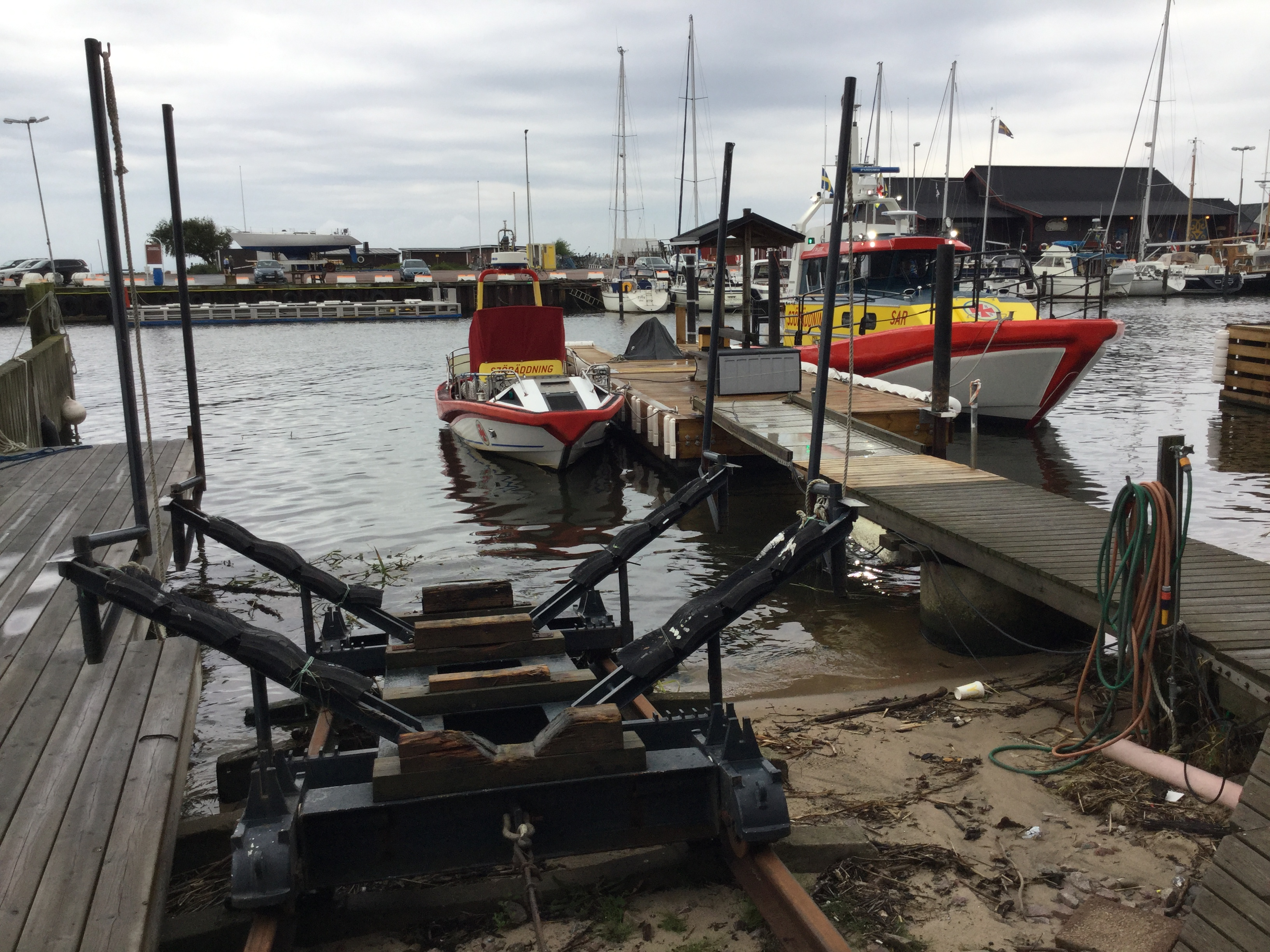
Slip vid sjöräddningsstationen i Råå, Skåne.
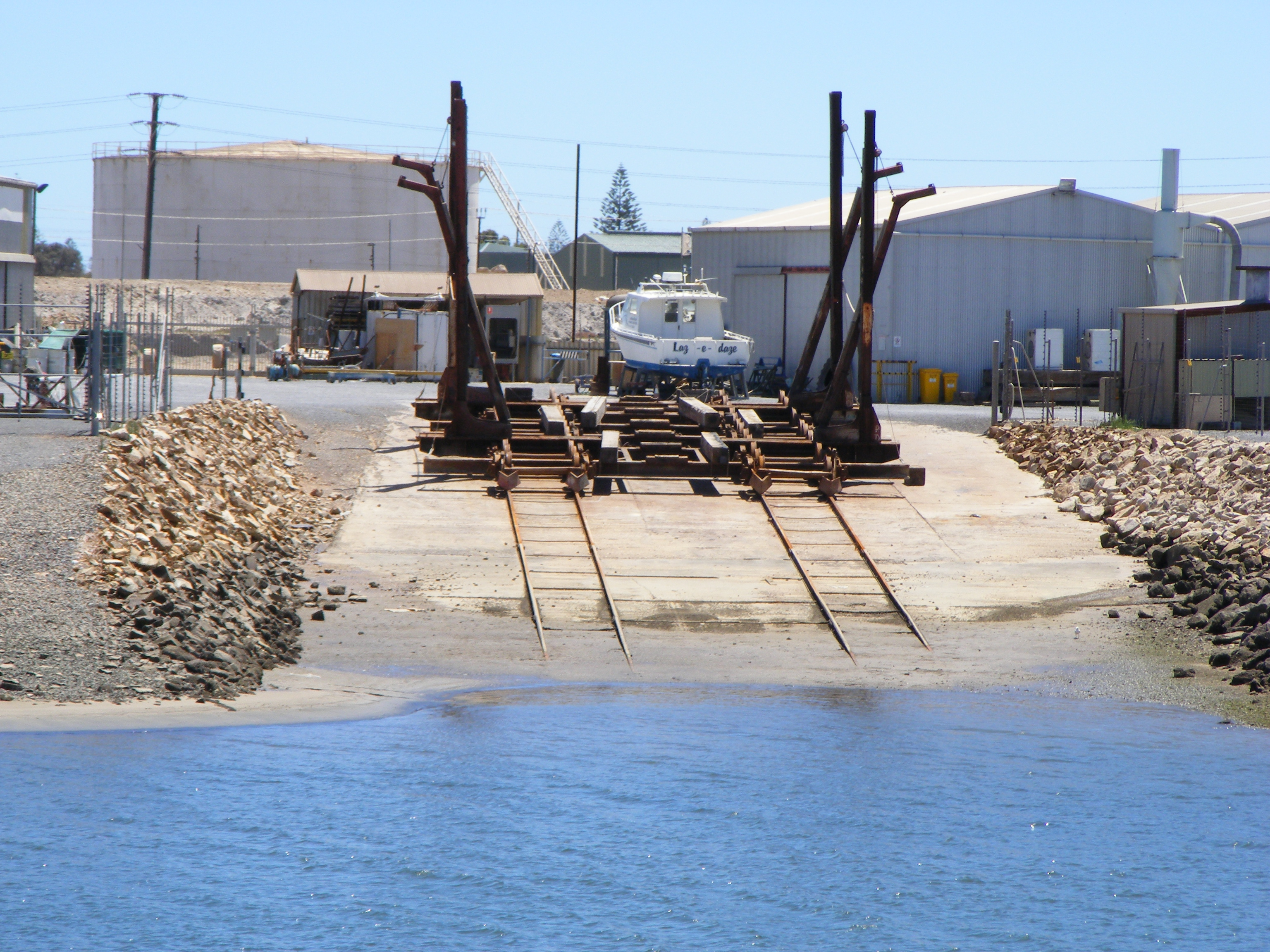
Exempel på slip, så kallad patentslip
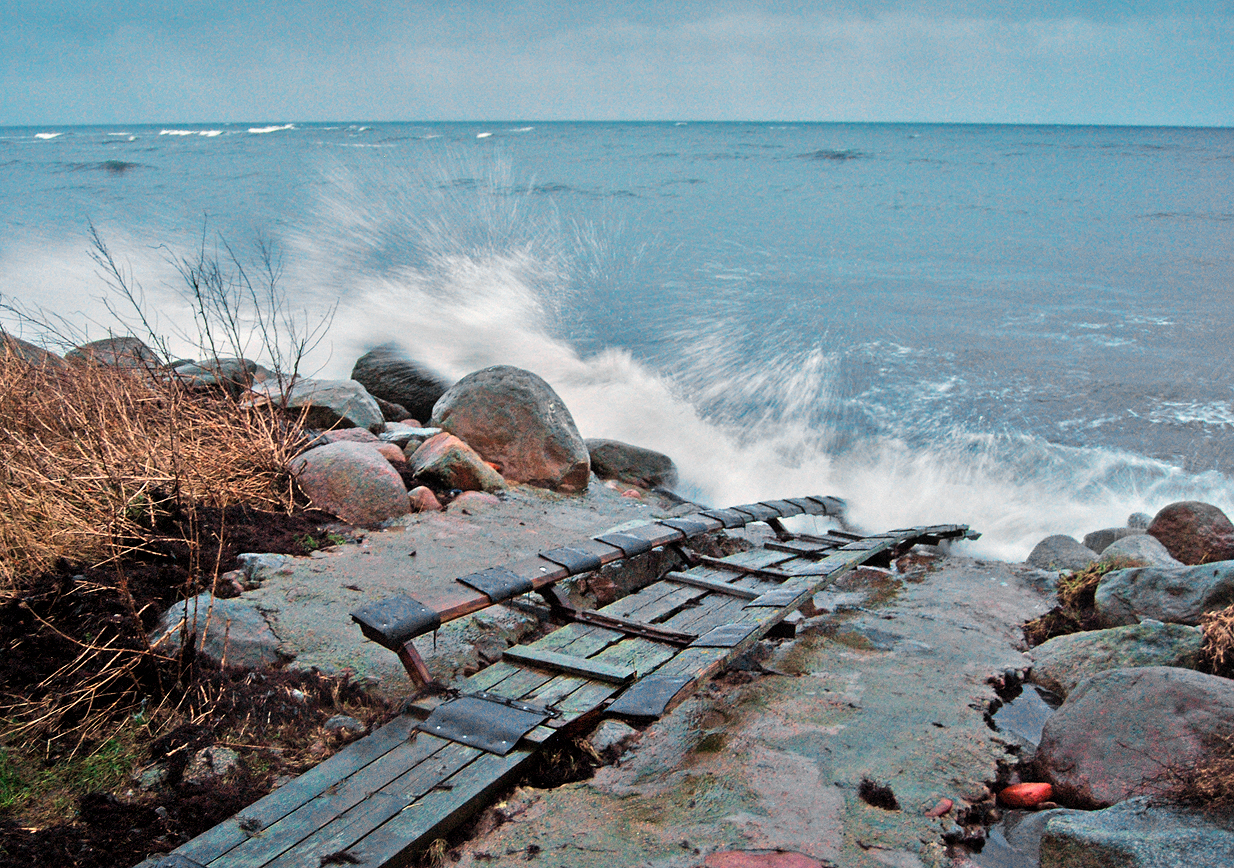
Slip för mindre motorbåt eller roddbåt. Världens ände Ystad.